# 슬로베니아의 경제
슬로베니아의 경제는 발전했으며 2015년 EU28 평균의 83%에 달하는 구매력 평가로 1인당 평균 이상의 GDP뿐만 아니라 높은 수준의 번영과 안정성을 누리고 있다. 2018년 명목 GDP는 425억 3400만 유로, 1인당 명목 GDP/pc는 21,267 유로이다. 슬로베니아 중부에서 가장 높은 GDP/pc는 수도인 류블랴나가 위치해 있다. 슬로베니아 서부에 위치한 통계 지역으로 슬로베니아 동부보다 GDP/pc가 높다.
2007년 1월, 슬로베니아는 1999년 유로화 창설 이후 유럽 연합에 가입하고 유로화를 채택한 첫 번째 국가가 되었다. 2010년부터 경제협력개발기구(OECD)에 가입해 있다.
슬로베니아는 고도로 교육받은 노동력과 잘 발달된 사회 기반 시설을 갖추고 있으며, 주요 교통 교차로에 위치해 있다. 외국인 직접 투자의 수준은 가장 낮은 수준 중 하나이지만 지난 몇 년간 꾸준히 증가하고 있다. 슬로베니아 경제는 2000년대 후반에 발생한 유럽 경제 위기로 심각한 타격을 입었다. 2013년 이후, 1인당 GDP는 다시 상승하기 시작했다. 노동 인구의 거의 3분의 2가 서비스에 고용되어 있다.

## 역사
유고슬라비아 전체 인구의 1/7에 불과하지만 GDP의 1/5, 수출의 1/3을 차지하는 유고슬라비아 공화국 중 가장 생산성이 높은 나라였다. 슬로베니아는 1991년에 이미 비교적 번영한 경제와 강력한 시장 유대를 통해 독립했다.
그 이후로 서방과의 무역의 다양화와 서방 및 대서양 횡단 기관으로의 통합을 열심히 추구해 왔다. 슬로베니아는 세계무역기구(WTO)의 창립 회원국으로 1996년 CEFTA에 가입했으며 2004년 5월 1일 유럽 연합에 가입했다. 2004년 6월 유럽 환율 메커니즘에 가입했다. 유로화는 2007년 초에 도입되었고 2007년 1월 14일까지 톨라르와 함께 유통되었다. 슬로베니아는 또한 SECI(동남유럽협력구상)와 중앙유럽 계획, 로야우몬트 프로세스, 흑해 경제 협력 기구에 참여하고 있다.
2000년대 후반 경제 위기 때 슬로베니아 경제는 심각한 침체를 겪었다. 2009년 슬로베니아의 1인당 GDP는 -7.9% 감소했다. 슬로베니아 경제는 2009년 침체기 이후 수출 덕분에 2011년 마지막 분기에 다시 침체기에 접어들었다. 내수 감소와 수출 증가세 둔화가 원인으로 지목됐다. 슬로베니아는 주로 유로존 국가에 수출한다. 내수 감소 원인은 재정긴축, 2011년 1분기 예산지출 동결, 경제개혁 추진 노력 실패, 부적절한 자금조달, 수출 감소 등이 복합적으로 작용했다. 게다가 건설 산업은 2010년과 2011년에 심각한 타격을 입었다. 2014년부터 슬로베니아의 GDP는 다시 상승하고 있다. GDP 증가의 주요 요인은 수출이며 2016년에는 경제위기 이후 살아나기 시작한 내수가 그 주요 요인이다.

## 무역
슬로베니아의 무역은 주로 독일과 이탈리아와 같은 다른 EU 국가들에 집중되어 있다. 이는 유고슬라비아 시장 붕괴에 직면하여 서유럽과 중부와 동유럽의 성장하는 시장을 향한 대대적인 무역지향의 결과이다. 슬로베니아의 경제는 대외 무역 의존도가 높다. 무역은 GDP의 120%에 해당한다. 슬로베니아 무역의 약 3분의 2가 다른 EU 회원국들과 거래하고 있다.
이러한 높은 수준의 개방성은 주요 무역 상대국의 경제 상황과 국제 가격 경쟁력의 변화에 극도로 민감하게 만든다. 그러나 2001년~2003년 유럽의 경기 침체에도 불구하고 슬로베니아의 GDP 성장률은 3%를 유지했다. 따라서 인건비를 생산성에 맞춰 유지하는 것은 슬로베니아 경제의 복지에 있어 핵심 과제이며, 슬로베니아 기업들은 중·고기술 제조를 전문으로 하는 방식으로 대응해 왔다. 산업과 건설은 GDP의 약 4분의 1을 차지한다. 대부분의 산업 경제에서와 마찬가지로, 서비스는 생산량(57.1%)에서 차지하는 비중이 증가하고 있다.

## 경제 성과
농업, 임업, 어업과 같은 전통적인 1차 산업은 GDP의 2.5%를 차지하며 인구의 6%만 종사한다. 평균 농장은 5.5헥타르에 불과하다. 슬로베니아의 일부는 알페아드리아 생물보호구역에 위치해 있으며, 현재 유기농업에 대한 주요 계획에 참여하고 있다. 1998년과 2003년 사이에 유기농 분야는 슬로베니아 농업의 0.1% 미만에서 유럽 연합의 평균 3.3%로 성장했다.
최근 몇 년간 공공 재정이 적자를 보이고 있다. 이는 1999년에서 2007년 사이에 연평균 6억 5천만 달러 정도였지만 GDP의 23%에도 미치지 못했다. 2008년에는 총 231억 6천만 달러의 수입과 229억 3천만 달러의 지출로 약간의 흑자가 있었다. 정부 지출은 GDP의 38%와 동일했다. 2011년 1월 현재 슬로베니아의 총 국가 부채는 알려져 있지 않다. 슬로베니아 통계청(SURS)은 2010년 9월 말 현재 국가 보증 대출은 제외하고 195억 유로, GDP의 54.2%라고 보고했다. 슬로베니아 재무부가 2011년 1월 제공한 자료에 따르면 2009년 GDP의 41.6%인 150억 유로에 조금 못 미쳤지만, 2011년 1월 슬로베니아 금융신문 파이낸스는 EU가 허용한도인 60%를 넘어 실제 224억 유로로 집계했다. 2011년 1월 12일, 슬로베니아 감사법원은 재무부 장관 프랑크 크리자니치의 해임을 요구했다.
슬로베니아의 전통적인 반인플레이션 정책은 자본유입 제한에 크게 의존했다. 그것의 민영화 과정은 내부 구매자들을 선호했고 외국인들에 의해 "매수"되는 문화적 경계로 인해 복잡해진 주식 거래에 긴 지연 시간을 규정했다. 이와 같이 슬로베니아는 자국 경제에 대한 외국인의 참여에 많은 장애물이 있었다. 슬로베니아는 1997년 굳이어가 1억 2천 5백만 달러를 투자하는 등 주목할 만한 외국인 투자를 유치했다. 2008년 말 슬로베니아에는 약 115억 달러의 외국 자본이 있었다. 슬로베니아인들은 해외에 75억 달러를 투자했다. 2007년 12월 31일 현재 류블랴나 증권거래소에 상장된 주식의 가치는 290억 달러이다.
슬로베니아에서는 이웃 크로아티아의 투자가 시작됐다. 2010년 7월 1일 크로아티아의 아틀란틱 그룹이 드로가 콜린스카를 3억 8200만 유로에 인수하였다. 메르카토르는 2014년 6월 크로아티아의 아그로코르에 매각되었다.
2014년 말 슬로베니아에 대한 외국인 직접 투자는 100억 명으로 2013년 말보다 13.9% 증가했다. 2013년 슬로베니아 GDP의 24.7%를 외국인 직접투자가 차지했다. 가장 중요한 투자 국가는 다음과 같다. 오스트리아(33.6%), 스위스(11.3%), 독일(10.4%), 이탈리아(7.9%), 크로아티아(7.7%) 순이었다.